# D.C. Jefferson
D.C. Jefferson (Winter Haven, 7 maggio 1989) è un giocatore di football americano statunitense che gioca nel ruolo di tight end per i Carolina Panthers della National Football League (NFL). Fu scelto nel corso del settimo giro (219º assoluto) del Draft NFL 2013 dagli Arizona Cardinals. Al college ha giocato a football alla Rutgers University.

## Carriera professionistica

### Arizona Cardinals
Jefferson fu scelto nel corso del settimo giro del Draft 2013 dagli Arizona Cardinals. Debuttò come professionista nella settimana 1 contro i St. Louis Rams. Dopo aver disputato 4 partite, il 4 novembre 2013 fu svincolato dopo essere stato arrestato per guida in stato di ubriachezza.

### Carolina Panthers
Nel 2014, Jefferson firmò con i Carolina Panthers, senza scendere mai in campo nella sua seconda stagione.

## Statistiche
| Partite totali         | 4 |
| Partite da titolare    | 0 |
| Yard su ricezione      | 0 |
| Touchdown su ricezione | 0 |

Statistiche aggiornate alla stagione 2014